# Неновский, Николай
Николай Ненов Неновский (26 июня 1963, Велико-Тырново) — болгарский экономист. Профессор Университета Пикардии имени Жюль Верна, Франция.

## Биография
Сын Нено Неновского (1934—2004) — известного болгарского юриста, члена Конституционного суда Болгарии.
Окончил экономический факультет МГУ (1984—1989), затем стажировался в университетах Пуатье, Нанси и Женевы. В 1996 году защитил диссертацию «Денежная потребность в переходных экономиках» в Институте экономики Болгарской Академии наук.
С 1996 года работает в Болгарском народном банке, в 1997—2002 годы возглавлял отдел финансового и монетарного анализа, с 2002 по 2008 года член Совета директоров Болгарского народного банка и Экономического консультативного совета при Президенте Болгарии. С 2008 года — советник Министра финансов Правительства Болгарии. Одновременно с 1997 года преподаёт в софийском Университете национального и мирового хозяйства. С 2001 года — доцент, а с 2007 года — профессор экономики и финансов в том же университете. Является ассоциированным исследователем Орлеанского университета с 2000 года и в Университете в Торино (Италия), ICER с 2006 года.
В мае 2009 года был выбран заместителем управляющего Болгарского народного банка (XL Национальное Собрание), а 20 августа 2009 XLI Национальное Собрание отменило предыдущий выбор по политическим мотивам.
С 2010 года он гость-исследователь в Университете Орлеана, Studium Institute for Advanced Studies, Франция. С 2011 года сотрудничает с консальтинговой компанией Cobden Partners, находящейся в Лондоне. С 1 сентября 2012 года Николай Неновский стал профессором в Университетe Пикардии имени Жюль Верна Université de Picardie Jules Verne Архивная копия от 25 февраля 2014 на Wayback Machine, Факультет экономики и менеджмента CRIISEA Архивная копия от 31 августа 2012 на Wayback Machine в Амьене, Франций. Основатель Болгарского общества имени Хайека (2002), соучредитель и вице-президент (2003—2005) Болгарской макроэкономической ассоциации.
В 2014 году создал Международный центр денежных исследований (MRC), центр находится в городе София, Болгария, и проводит регулярные конференции и семинары.
С 2019 года Николай Неновски является научным сотрудником Высшей школы экономики (HSE), Факультет экономических наук / Департамент теоретической экономики.
Интересуется денежной теорией и политикой, денежной историей и историей денег России.. В книге (монография на правах рукописи) «Болгарские экономисты в годах Великой депрессии» можно найти информацию о русских экономистах в Болгарии, среди которых С. Демостенов, И. Кинкел, Н. Долински, О. Андерсон, а также о П. Струве.
С 12 июня 2020 года стал снова членом Совета директоров Болгарского народного банка.

## Основные произведения
- Денежная потребность в переходных экономиках (болг. Търсенето на пари в трансформиращите се икономики). — София: Марин Дринов, 1998. — 263 с.
- Свободные деньги: Вопросы экономической теории (болг. Свободните пари. Въпроси на икономическата теория). — София: Марин Дринов, 2001. — 215 с.
- От лева к евро: каков наилучший путь (болг. От лев към евро: кой е най-добрият път?) — София: Сиела — софт енд паблишинг, 2001. — 166 с (совместно с Калином Христовым и Борисом Петровым)
- Развитие теории денег в посткоммунистических странах: назад к Кантильону. Архивная копия от 8 ноября 2016 на Wayback Machine — Эковест (2003) 3, 4, С. 540—566 (рус.)
- Денежный порядок. Критика теории денег (болг. Паричен ред. Критика на теорията на парите). — София: Сиела — софт енд паблишинг, 2007
- Monetary Regimes in Post-Communist Countries: Some Long-Term Reflections, International Relations [Mejdunarodni Otnoshenia], 2009, No2, pp. 79-97 (in Bulgarian); also as Agency for Economic Analysis and Forecasting WP 2009 No 2 (in English).
- Exchange rate control in Italy and Bulgaria in the interwar period. History and Perspectives, (with G. Pavanelli, K. Dimitrova), International Center of Economic Research Working Paper, 2007, N 40
- Exchange Rate and Inflation: France and Bulgaria in the interwar period, (with K. Dimitrova), International Center of Economic Research Working Paper, 2006, also in
- Monetary Convergence on the Road to EMU: Conceptual Issues for Eastern Europe, International Center of Economic Research Working Paper, 2006, No 33
- Lenin and the currency competition. Reflections on the NEP experience (1922—1924), International Center of Economic Research Working Paper, 2006, No 22
- Nenovsky N, (2007). «Place of Labor and Labor Theory in Tugan Baranovsky’s Theoretical System» // The Kyoto Economic Review Vol. 78, 2009, No.1 pp. 53-77
- Nenovsky N, (2010.«Economic and Social Thoughts of Ivan Pososhkov (1652—1726)». International Center for Economic Research Working Paper, No 2
- Economic Discussions at the European Periphery. Bulgarian Economists During the Great Depression 2010
- Nenovsky N., K. Tochkov and C. Turcu (2011). "From Prosperity to Depression: Bulgaria and Romania (1996/97 — 2010) « William Davidson Institute Working Paper No 1018
- Nenovsky N., P. Villieu.(2011). „EU enlargement and monetary regimes from the insurance model perspective“ Post-Communist Economies, 23 (4): 433—447
- Nenovsky N., D. Ialnazov.(2011).„A Game Theory Interpretation of the Post-Communist Evolution“ (недоступная ссылка) Journal of Economic Issues, M.E. Sharpe, Inc., 45(1): 41-56
- Nenovsky N., K. Tochkov and Karin Tochkov (2012).„University efficiency and public funding for higher education in Bulgaria“ Архивная копия от 2 марта 2022 на Wayback Machine Post-Communist Economies, Vol. 24, Issue 4, 2012
- Nenovsky, N.(2013). Ivan Kinkel’s (1883—1945) theory of economic development // European Journal of the History of Economic Thought